# Quần xã sinh học

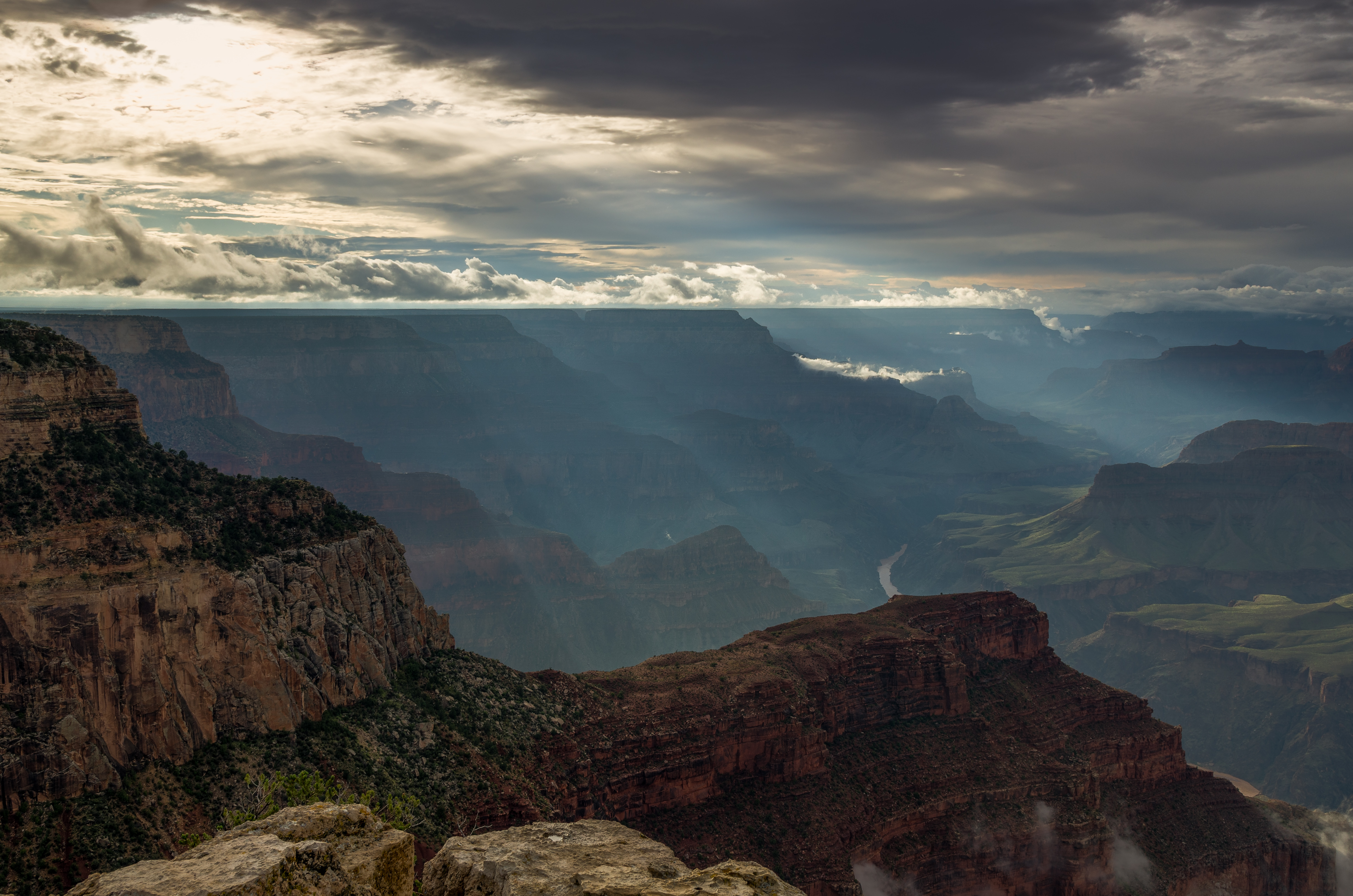
Vườn Quốc gia Grand Canyon cùng với sông Colorado ở miền Tây Nam Hoa Kỳ là một trong những quần xã tự nhiên nổi bật trên thế giới.

Quần xã sinh học (tiếng Anh: community) là một tập hợp các quần thể sinh vật khác loài, cùng sống trong một sinh cảnh, vào một khoảng thời gian nhất định. Các sinh vật trong quần xã có mối quan hệ chặt chẽ với nhau và với môi trường sinh sống. Khi xét chung quần xã sinh vật và sinh cảnh bao bọc quanh nó, ta được khái niệm hệ sinh thái (ecosystem). Các quần thể sinh vật trong quần xã có quan hệ, tác động qua lại lẫn nhau và với môi trường để tồn tại (hay nói cách khác, sinh vật trong quần xã thích nghi với môi trường) và phát triển ổn định qua thời gian, do đó quần xã có cấu trúc tương đối ổn định. Thí dụ, Vườn quốc gia Cúc Phương ở Việt Nam là một quần xã rừng nhiệt đới, có nhiều quần thể sinh vật cùng sinh sống ở nơi đây như chò xanh, chò chỉ, đăng, khướu mỏ dài trong một thời gian dài. 

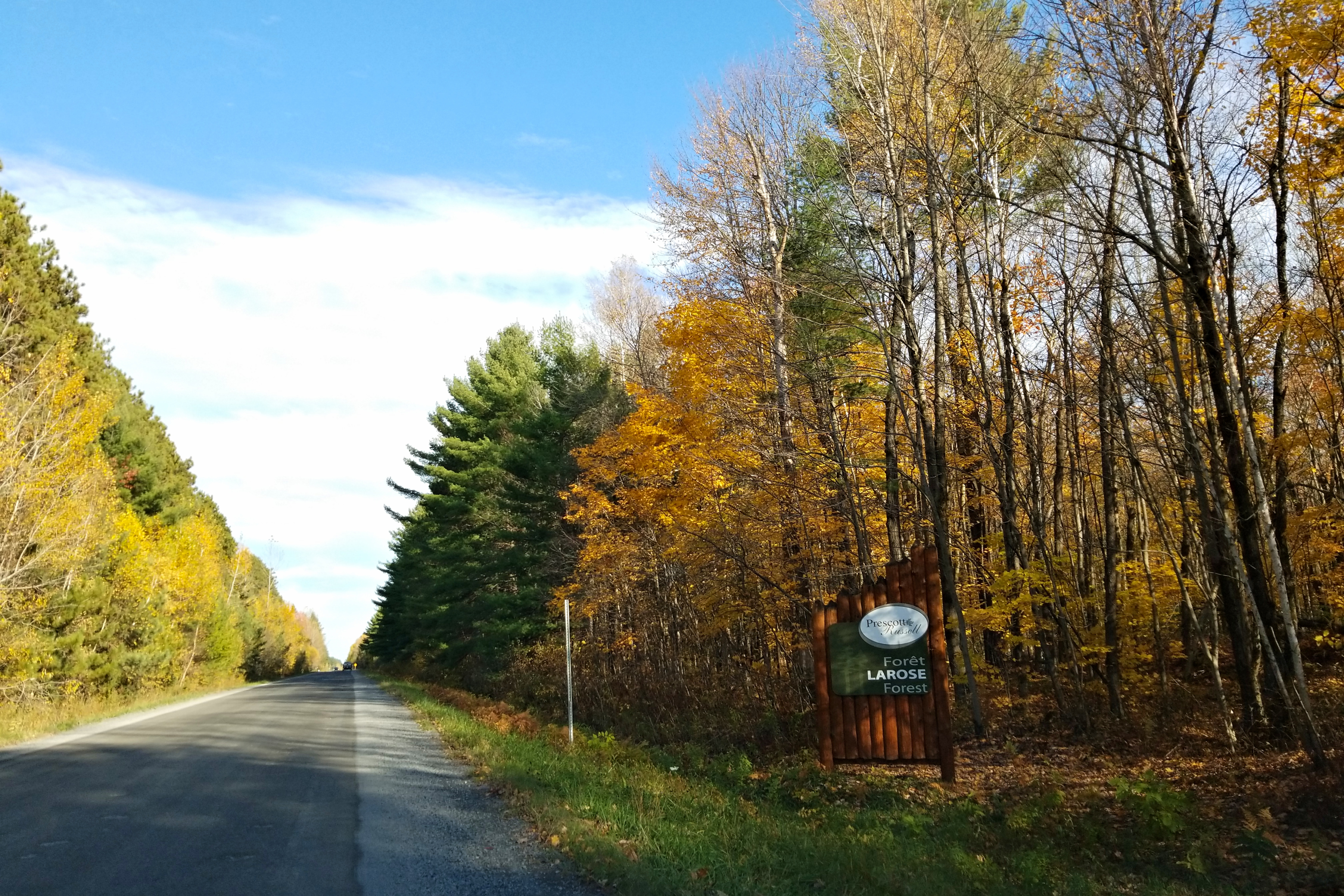
Rừng Larose ban đầu là rừng nhân tạo, nhưng nay là một quần xã có nhiều quần thể sinh vật như thích ba lá, phong bạc, thông rụng lá, nai sừng tấm, gấu mèo, hải ly.

Cũng giống như quần thể hay hệ sinh thái, quần xã là một cấp độ tổ chức sống của sinh giới vì quần xã có cấu trúc tương đối ổn định; quần xã luôn phát triển và tiến dần đến một quần xã ổn định (diễn thế sinh thái); các sinh vật trong quần xã có mối quan hệ chặt chẽ với nhau; các thành phần trong quần xã và giữa quần xã với môi trường vô sinh có sự trao đổi, chuyển hóa vật chất và truyền năng lượng. Điều này cũng đúng với những quần xã nhân tạo như rừng Larose (Canada). Tiêu chuẩn để nhận biết (phân biệt) một quần xã có thể dựa vào sự phù hợp của nó với cảnh quan hoặc sự khác biệt của quần xã đang xét với quần xã khác. Sự khác biệt đấy được thể hiện qua các quần hợp có mặt trong nó. Quần hợp (Association) là một loại quần xã thực vật với thành phần xác định, có các đặc tính về nơi sống như nhau và sự tăng trưởng đồng nhất. Ví dụ, trên đảo Plum (Hoa Kỳ), quần hợp cây gỗ thông dầu (Pinus rigida) và thạch nam giả (Hudsonia tomentosa) thể hiện như một phân nhóm thực vật ở rừng ven biển. Tuy nhiên, trong thực tế, sự xác định phạm vi của quần xã gặp nhiều khó khăn trong đó một phần vì giữa các quần xã thường có vùng đệm (ecotone).
Sinh thái học quần xã (tiếng Anh: community ecology hay synecology) là một trong những ngành nghiên cứu thuộc lĩnh vực sinh thái học - khoa học môi trường với đối tượng nghiên cứu chính là quần xã và các vấn đề nảy sinh từ quần xã như: mối quan hệ trong quần xã, đa dạng quần xã, diễn thế sinh thái, khuếch đại sinh học... từ đó đề xuất ra các hành động, biện pháp kiểm soát sinh học để duy trì sự ổn định trong quần xã.

## Các đặc trưng cơ bản của quần xã sinh vật

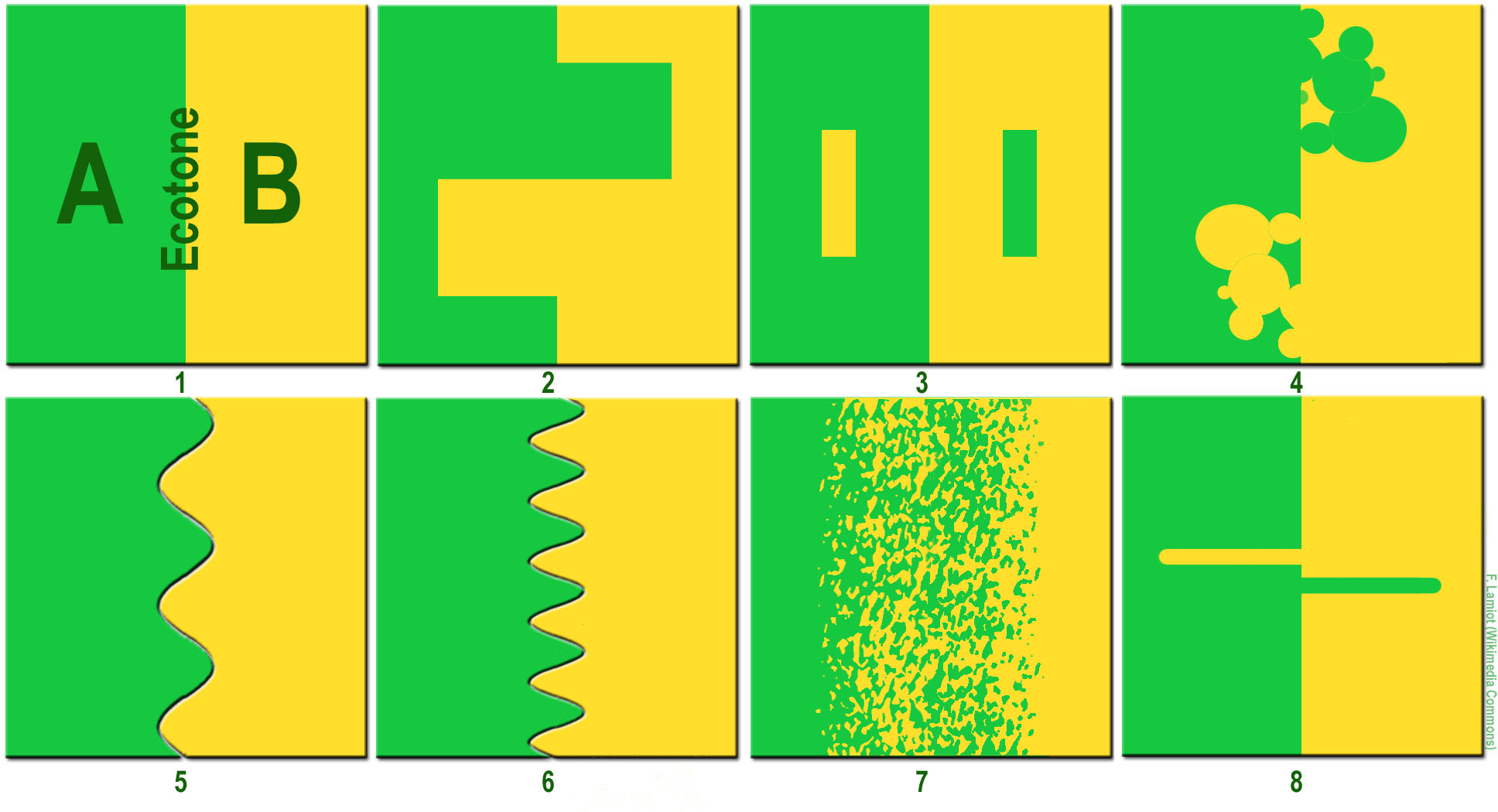
Các mô hình vùng đệm khác nhau

### Cấu trúc không gian của quần xã
Không gian quần xã bao gồm hai vùng chính là: vùng lõi (core) và vùng đệm hay vùng biên (ecotone).
- Vùng lõi (Core) nằm ở phía trung tâm quần xã, đây là nơi có điều kiện sinh thái tương đối ổn định và hệ động - thực vật ở đây thường là những loài đặc trưng cho từng quần xã.

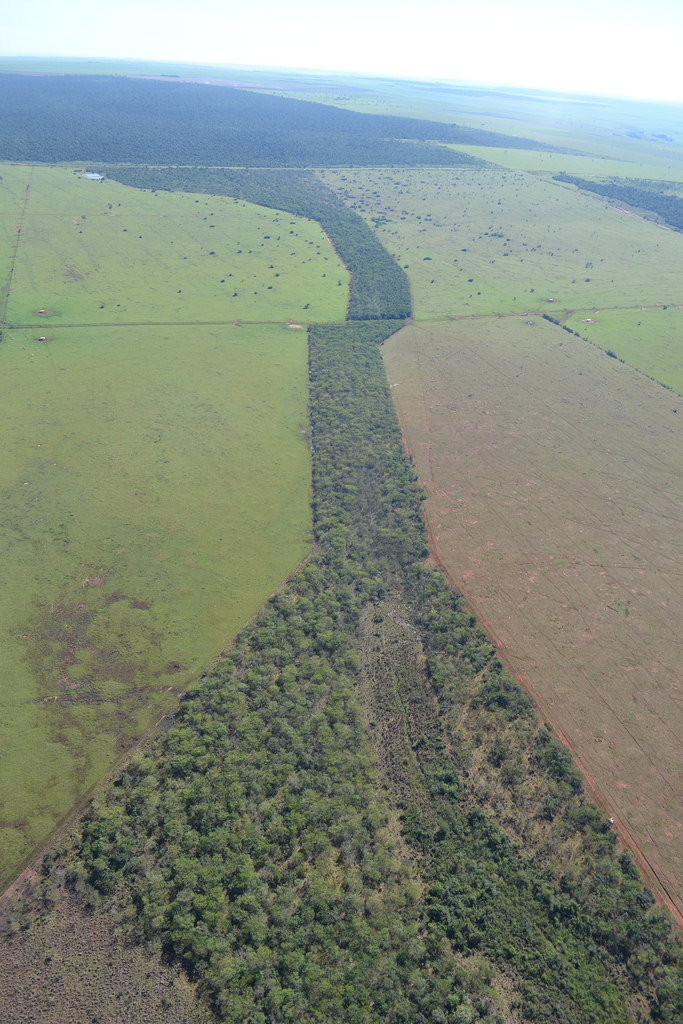
Một hành lang sinh học ở Brazil

- Một hành lang sinh học ở BrazilVùng đệm (Ecotone) nằm bao quanh trung tâm quần xã và là nơi tiếp giáp giữa các quần xã khác nhau ví dụ vùng ngập mặn (salt marsh) là vùng đệm giữa quần xã trên cạn và quần xã dưới nước hay núi Ventoux (Pháp) là vùng biên giữa hệ động - thực vật giữa vùng bắc và vùng nam (le midi) của Pháp. Điều kiện môi trường ở đây tương đối đầy biến động và mang tính chất trung gian giữa hai quần xã do đó, hệ động - thực vật có sự giao thoa giữa các loài khác nhau và các loài ấy thường có xu hướng khai thác lợi thế từ hai phía môi trường, ví dụ gà gô trắng cổ khoang (Bonasa umbellatus) sống ở những cánh rừng xứ Maine cần môi trường rừng để làm tổ, ẩn náu và tìm thức ăn vào mùa đông nhưng chúng cũng cần những nơi thoáng đãng với bụi cây cỏ mọc dày để kiếm thức ăn ngày hè[13]. Chuỗi thức ăn ở đây khá phức tạp do đó phần lớn độ đa dạng của vùng đệm thường lớn hơn độ đa dạng của vùng lõi quần xã, gọi là hiệu ứng vùng biên (edge effect).

Việc chia cắt các quần xã thành nhiều quần xã khác nhau có thể làm giảm diện tích vùng lõi và tăng diện tích vùng đệm như việc xây dựng đường xá xuyên rừng hay đào kênh... Do đó, điều kiện môi trường trong quần xã trở nên biến động hơn và có thể tác động tiêu cực đến các loài phân bố ở vùng lõi (vốn đã thích nghi với môi trường sống ổn định). Bên cạnh đó, việc mở rộng đường biên nhân tạo có thể ảnh hưởng xấu đến các quần thể phân bố ở vùng lõi bằng cách tạo điều kiện cho loài ở vùng biên trở thành loài ưu thế và phát triển lấn át các loài khác. Ví dụ, chim chìa vôi đầu trắng (Molothrus ater) phân bố ở vùng biên có tập tính đẻ trứng vào tổ của các loài khác và kiếm ăn ở những cánh đồng quang đãng. Hoạt động chặt cây, mở rộng đường biên của con người tạo điều kiện cho việc tranh giành tổ của loài chim này tăng lên cùng với mất môi trường sống làm nhiều loài chim bị "lợi dụng" suy giảm trầm trọng. Để khắc phục tác động của sự mất nơi ở của các quần thể phân bố ở vùng lõi, người ta xây dựng nên các hành lang đa dạng sinh học (biology corridor). Hành lang đa dạng sinh học là một dải hẹp hoặc một dãy các cụm sinh cảnh nhỏ kết nối các quần xã chia cắt với nhau, tạo điều kiện cho các sinh vật di cư mà giảm bớt nguy cơ đe dọa từ hoạt động con người, thậm chí nó còn tạo điều kiện cho sinh vật kết đôi với bạn tình ở khu vực mới làm tăng đa dạng di truyền và hạn chế sự giao phối gần. Tuy nhiên, hành lang có thể tạo điều kiện cho sự lây dịch bệnh giữa các quần xã khác nhau ví dụ tạo điều kiện cho ve mang bệnh di chuyển giữa các khu rừng phía bắc Tây Ban Nha.

### Thành phần loài
Các cá thể sinh vật trong quần xã tác động qua lại với nhau thông qua hai mối quan hệ chính: sinh sản và dinh dưỡng. Mối quan hệ sinh sản chỉ xuất hiện giữa các cá thể cùng loài vì giữa các cá thể khác loài luôn xuất hiện những trở ngại về sinh sản (cách ly sinh sản) nên chúng không thể giao phối được với nhau hoặc nếu có thì con lai hoặc bị thai lưu hoặc bất thụ. Trong khi mối quan hệ dinh dưỡng xuất hiện giữa các cá thể cùng loài hoặc khác loài.
Về phần mối quan hệ dinh dưỡng cùng loài, xin hãy tham khảo bài Quần thể, trong bài viết này ta chỉ xét đến mối quan hệ dinh dưỡng khác loài. Chính quan hệ này làm phân hóa vai trò của từng loài trong quần xã, từ đấy là cơ sở để hình thành nên các "giai cấp" trong quần xã. Mỗi "tầng lớp" được đặc trưng bởi vai trò (hay nói theo nghĩa khác là mức độ hoạt động) và sinh khối (biomass) mà chúng góp vào quần xã, các "tầng lớp" khác nhau cũng tác động qua lại lẫn nhau để cùng xây dựng một quần xã ổn định hơn.

#### Đa dạng quần xã
Đa dạng quần xã được xem xét ở hai khía cạnh chính là số lượng loài có trong quần xã và số lượng cá thể của mỗi loài. Quần xã càng đa dạng khi số lượng loài càng nhiều và kích thước quần thể tương đối xấp xỉ bằng nhau. Để xác định đa dạng quần xã, người ta có thể dùng nhiều phương pháp thống kê khác nhau. Trong đó có hai khuynh hướng chính là sử dụng phân bố thống kê về mật độ tương đối của các loài (chỉ số Fisher, chỉ số Margalef) và sử dụng lý thuyết thông tin để phân tích tổ chức bậc quần xã (chỉ số Shannon, chỉ số Simpson).

##### Độ giàu loài

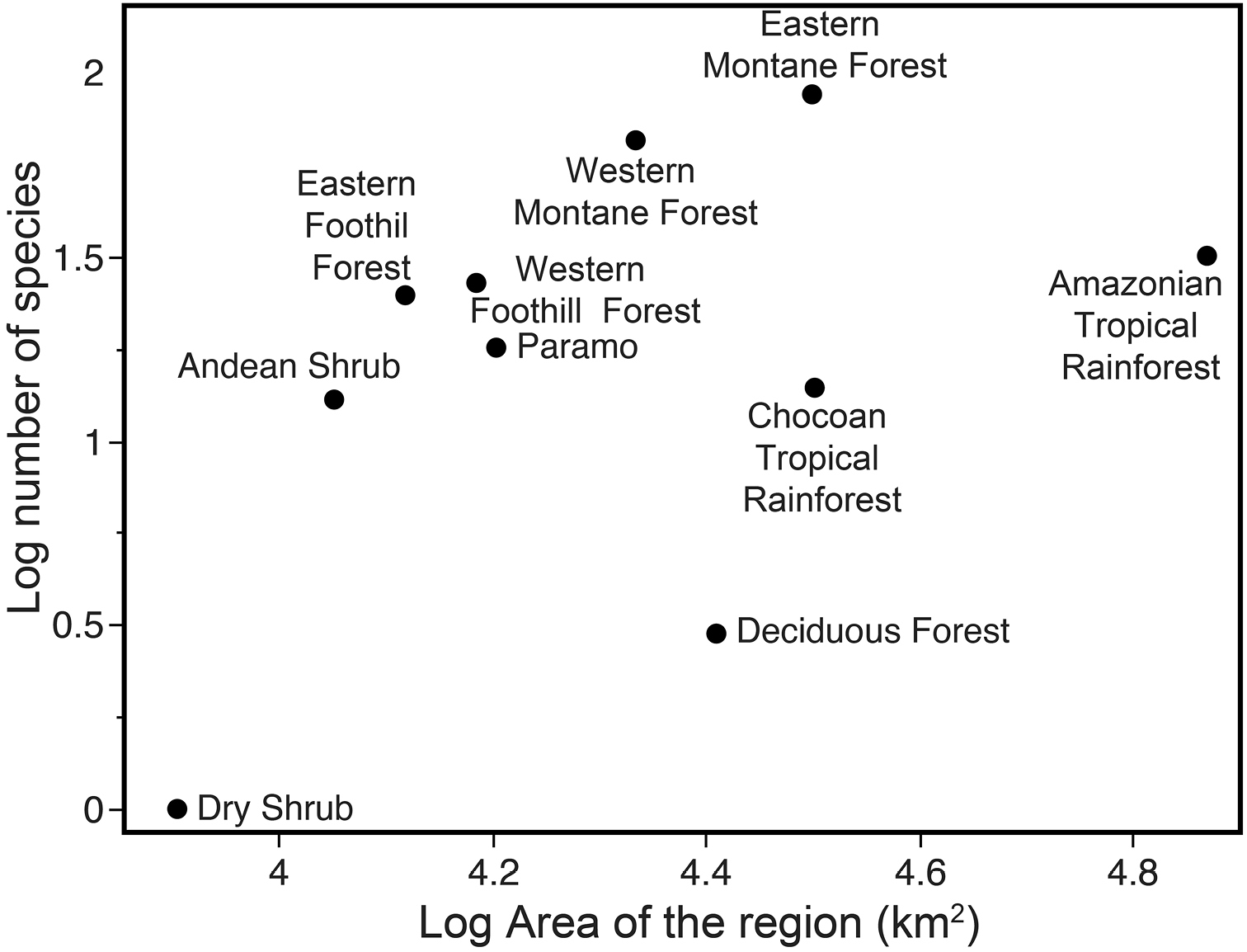
Mối quan hệ giữa độ giàu các loài thuộc chi Pristimantis và diện tích quần xã ở Ecuador

Độ giàu loài (Species richness), kí hiệu là {\displaystyle R}, là chỉ số về số lượng loài khác nhau có trong quần xã. Nếu quần xã có 10 loài thì độ giàu loài {\displaystyle R=10}. Nhìn chung, độ giàu loài thường lớn ở các vùng khí hậu cận xích đạo, nhiệt đới gió mùa, ôn đới và thấp ở vùng hoang mạc, hàn đới. Ngoài ra, trong mỗi loài người ta còn xác định độ phong phú ({\displaystyle {\ce {p}}}) của loài đó bằng công thức sau: {\displaystyle p_{i}={\frac {n_{i}}{N}}} với ni là số lượng cá thể loài đó (hay còn gọi kích thước quần thể loài đó) và N là tổng số lượng cá thể thuộc nhiều loài sinh vật khác nhau.

##### Chỉ số Shannon
Chỉ số Shannon (Shannon index) hay chỉ số Shannon - Weiner là một trong những phương pháp tính toán độ đa dạng của quần xã một cách trực quan nhất:
{\displaystyle H'=-\textstyle \sum _{i=1}^{R}p_{i}.\ln p_{i}=-(p_{1}\ln p_{1}+p_{2}\ln p_{2}+...+p_{R}.\ln p_{R})}
Trong đó, H' là chỉ số Shannon, R là độ giàu loài (species richness), pi là mức độ phong phú của loài i. Giá trị của H' càng cao thì quần xã càng đa dạng và ngược lại.

##### Chỉ số Simpson
Chỉ số Simpson (Simpson index) cũng là một trong những phương pháp tính toán độ đa dạng của quần xã, gọi {\displaystyle \lambda } là chỉ số Simpson thì công thức tính là
{\displaystyle \lambda =\sum _{i=1}^{R}p_{i}^{2}=p_{1}^{2}+p_{2}^{2}+...p_{R}^{2}}
Trong đó, {\displaystyle p_{i}} là mức độ phong phú của loài i. Khoảng giá trị của của {\displaystyle \lambda } là {\displaystyle 0\leq \lambda \leq 1}, trong đó quần thể có giá trị {\displaystyle \lambda } càng tiến về 0 thì quần xã càng đa dạng. Nếu lấy {\displaystyle 1-\lambda } thì ta được chỉ số đa dạng Gini - Simpson và lúc này quần xã có chỉ số Gini - Simpson càng lớn thì quần xã càng đa dạng và ngược lại.

##### Một số chỉ số khác
Chỉ số đa dạng alpha-Fisher thể hiện độ đa dạng loài trong quần xã và được tính bởi công thức {\displaystyle S=\alpha \ln(1-{\frac {N}{\alpha }})} trong đó S là tổng số loài, {\displaystyle \alpha } là chỉ số đa dạng loài và N là tổng số cá thể trong quần xã.
Chỉ số đa dạng Magarlaf (M) được tính bởi công thức {\displaystyle M={\frac {S-1}{\ln N}}} trong đó, S là tổng số loài, N là tổng số cá thể trong quần xã. Giá trị M càng lớn thì quần xã càng đa dạng và ngược lại.
Chỉ số đa dạng Menhinick (DMn) được tính bởi công thức sau {\displaystyle D_{Mn}={\frac {S}{\sqrt {N}}}} trong đó S là tổng số loài, N là tổng số cá thể trong quần xã. Giá trị DMn càng lớn thì quần xã càng đa dạng và ngược lại.
Ngoài ra, còn nhiều phương pháp định tính độ đa dạng của quần xã như đa dạng alpha, đa dạng beta, đa dạng gamma...

#### Các nhóm loài trong quần xã

##### Loài ưu thế

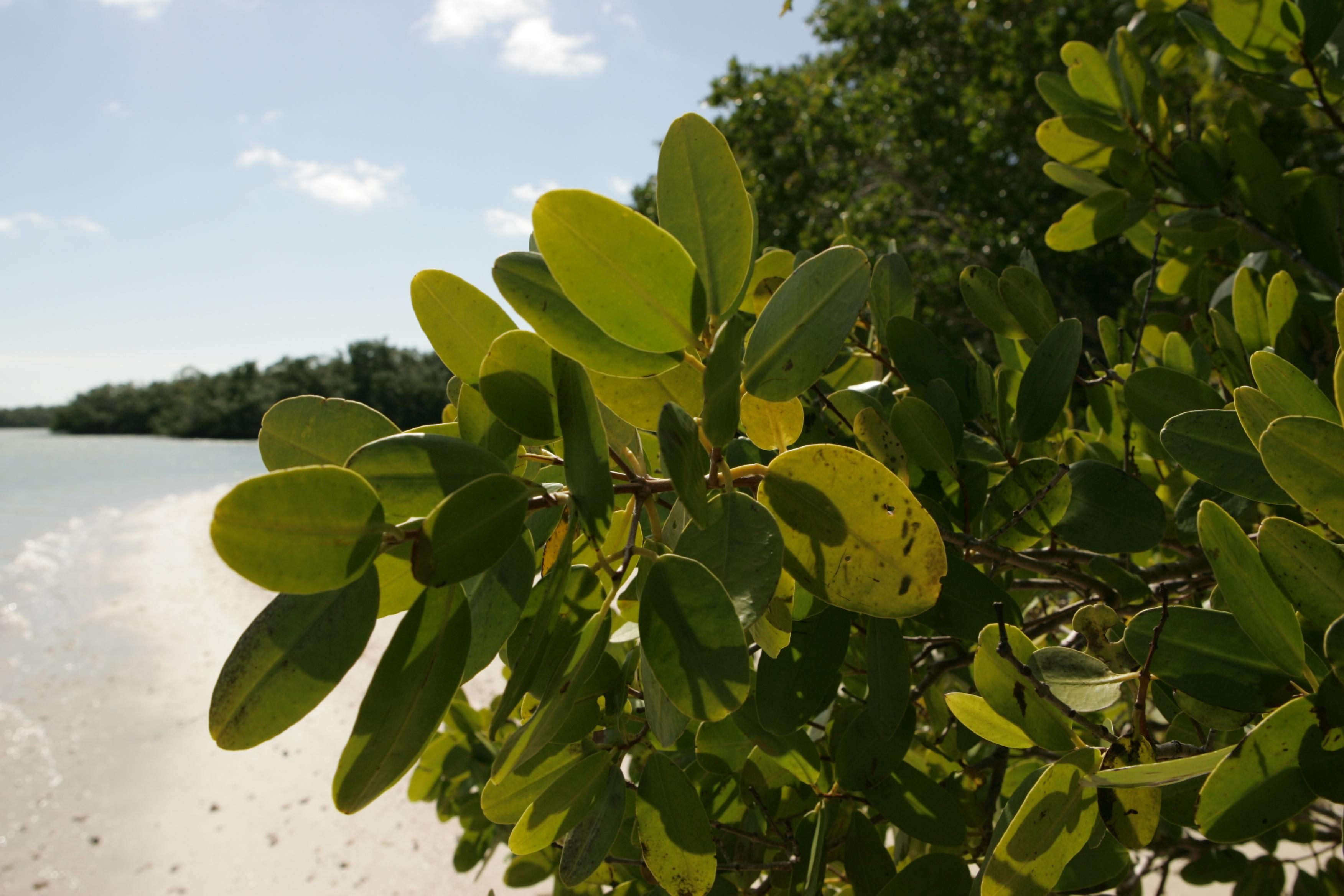
Đước (Rhizophoracae) là loài ưu thế ở nhiều bãi lầy triều ở vùng nhiệt đới trên thế giới.

Loài ưu thế (Dominant species) có sinh khối lớn (kích thước quần thể lớn), đóng vai trò quan trọng trong quần xã và ảnh hưởng quyết định đến các nhân tố sinh thái của môi trường. Loài ưu thế hoạt động rất mạnh trong quần xã. Trong các quần xã trên cạn, loài thực vật có hạt có số lượng nhiều, kích thước lớn thường là loài ưu thế do chúng tác động rất lớn lên điều kiện môi trường (khí hậu). Ví dụ, ở những bãi lầy triều, cây Đước có tác dụng tạo điều kiện cho các loài sinh vật khác như cua, tôm, các loại cá... có thể cư trú nơi đây, mặt khác cây Đước còn điều hòa khí hậu, ngăn cản tình trạng xói mòn đồng bằng, cố định các bãi bồi ven biển (tác động lên yếu tố thổ nhưỡng).
Loài ưu thế có mức độ hoạt động rất lớn trong quần xã, chúng thay đổi điều kiện môi trường dẫn đến sự tiến hóa quần xã (diễn thế sinh thái). Hay nói cách khác, loài ưu thế quyết định đến chiều hường biến đổi của quần xã trong quá trình diễn thế sinh thái. Ví dụ, vào thế kỉ 19, ở châu Mỹ, hoạt động dinh dưỡng mạnh của bò rừng bison đã tàn phá các khu rừng và tạo điều kiện cho đồng cỏ phát triển, góp phần thu hút nhiều loài chim, thú, sâu bọ, trong ví dụ này, bò rừng bison đóng vai trò là loài ưu thế thì hoạt động của chúng là "kim chỉ nam" cho sự thoái hóa từ rừng thành đồng cỏ.

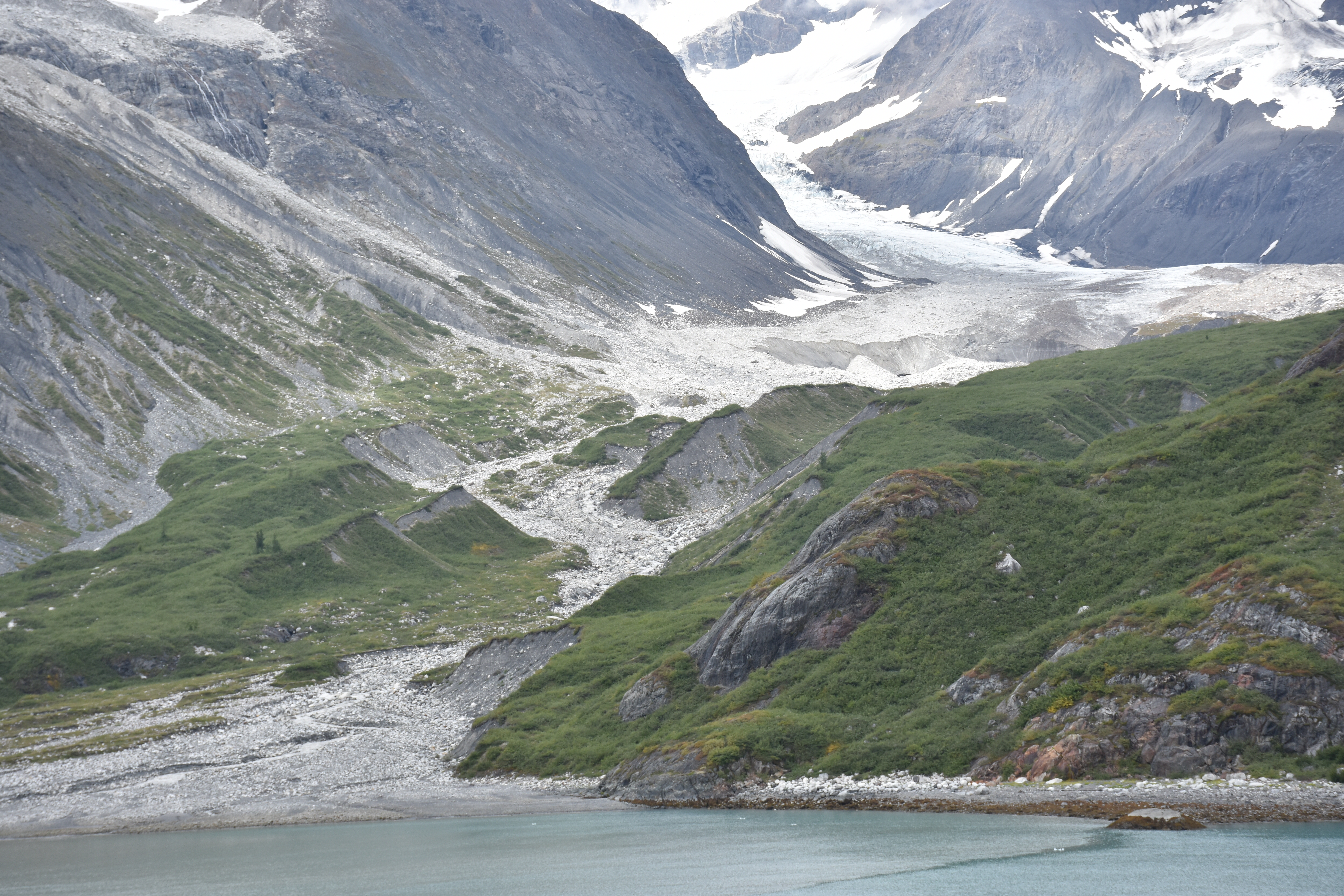
Vịnh Glacier (Alaska, Hoa Kỳ) là một trong những ví dụ về sự thay đổi loài ưu thế ứng với mỗi giai đoạn phát triển của quần xã.

Loài ưu thế đặc trưng cho từng quần xã, khi quần xã biến đổi thì loài ưu thế cũng thay đổi. Loài ưu thế biến đổi môi trường theo hướng có lợi cho chúng. Tuy nhiên, có một số loài có thể chịu đựng được và chúng có thể tồn tại giữa loài ưu thế đế sinh trưởng và phát triển, những loài này có thể là loài thứ yếu. Dần dần, chúng sinh sản và phát triển vượt bậc hơn loài ưu thế ban đầu. Khi ấy, loài thứ yếu sẽ trở thành loài ưu thế mới, chúng sẽ thay đổi môi trường theo hướng có lợi cho bản thân chúng. Còn loài ưu thế ban đầu sẽ dần dần bị loại bỏ khỏi môi trường do hoạt động biến đổi môi trường của loài ưu thế sau sẽ tạo ra điều kiện bất lợi cho loài ban đầu. Hay nói đơn giản hơn là loài ưu thế "tự đào huyệt chôn mình" và góp phần đưa loài thứ yếu "nối ngôi".
Ví dụ về quá trình diễn thế ở vùng đất đá dài khoảng 100 kilomet còn lại sau khi sông băng đi qua vịnh Glacier (Alaska, Hoa Kỳ) vào những năm 1870, ban đầu các loài tiên phong rêu tản, rêu... xâm chiếm lớp băng tích, biến đổi điều kiện môi trường tạo điều kiện cho phát triển cho loài đến sau; thông qua con đường phát tán bằng gió, liễu lá (Chamaenerion angustifolium) phát triển mạnh mẽ và trở thành loài ưu thế nơi đây, lúc này cây bụi Dryas đến đây sinh sống và chịu đựng được điều kiện môi trường dưới sự "thống trị" của liễu lá; khoảng ba thập kỉ sau, cây bụi Dryas chiếm ưu thế trong quần xã và hoạt động của chúng làm giàu nguồn nitơ trong đất, tạo điều kiện cho một số loài thân gỗ sinh sống đặc biệt là cây gỗ bulô (tống quán sủ); khỏang vài thập kỷ sau cây tống quán sủ phát triển mạnh trở thành loài ưu thế trong giai đoạn này, sự phát triển vượt bậc, dày đặc của chúng đã làm cho cây bụi Dryas không thể sinh sống, dần dần bị loại bỏ khỏi miền đất này và đồng thời những cây vân sam du nhập đến đây và mọc xen kẽ cây gỗ bulô; sau đó cây độc cần (hemlock) cùng cây vân sam phát triển nhanh chóng và trở thành kẻ cai trị nơi đây. Bảng dưới đây tóm tắt quá trình diễn thế sinh thái ở vịnh Glacier:
| Thời gian kể từ băng tan               | 5                                       | 40                                    | 60                           | 200                                                            |
| -------------------------------------- | --------------------------------------- | ------------------------------------- | ---------------------------- | -------------------------------------------------------------- |
| Loài ưu thế                            | Loài tiên phong (rêu, khuẩn lam, địa y) | Thủy dương mai núi (Dryas drummondii) | Tống quán sủ (Alnus sinuata) | Vân sam (Picea sitchensis) và Độc cần tây (Tsuga heterophylla) |
| Độ sâu của đất (cm)                    | 5.2                                     | 7.0                                   | 8.8                          | 15.1                                                           |
| Hàm lượng đạm (g/cm²)                  | 3.8                                     | 5.3                                   | 21.8                         | 53.3                                                           |
| pH đất                                 | 7.2                                     | 7.3                                   | 6.8                          | 3.6                                                            |
| Khối lượng bộ phận rơi rụng (g/m²/năm) | 1.5                                     | 2.8                                   | 277                          | 261                                                            |

Như vậy, loài ưu thế trong quần xã có thể thay đổi theo từng giai đoạn phát triển của quần xã, đôi khi người ta xem loài ưu thế là đặc trưng cho giai đoạn phát triển của quần xã.

##### Loài chủ chốt

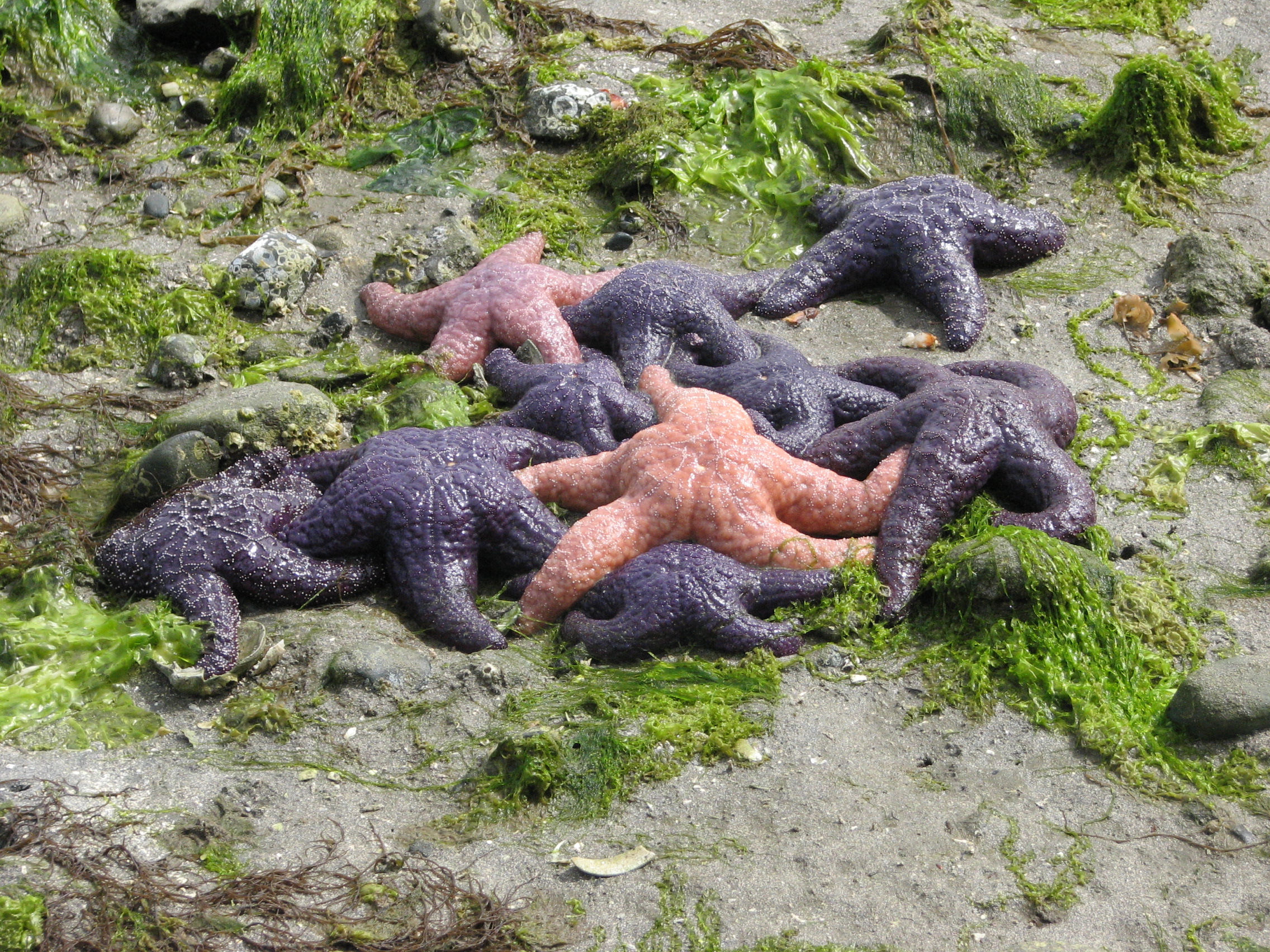
Sao biển tía (Pisaster ochraceus) là một loài chủ chốt có vai trò bảo vệ quần xã ven biển bằng cách kiểm soát quần thể vẹm California (Mytilus californianus) (from Paine et al., 1969)

Loài chủ chốt (keystone species) là một hoặc vài loài có vai trò kiểm soát và khống chế hoạt động của các loài trong quần xã thông qua mối quan hệ dinh dưỡng, đặc biệt loài chủ chốt thường kiềm chế loài ưu thế (nhằm ngăn chúng phát triển quá mạnh mẽ át chế sự sinh trưởng của các loài khác trong quần xã). Loài chủ chốt thường có sinh khối nhỏ (kích thước quần thể thấp rất nhiều lần so với loài ưu thế) nhưng mức độ hoạt động của chúng tương đương hay đôi khi nhỉnh hơn một chút so với loài ưu thế.
Nếu loại bỏ loài chủ chốt ra khỏi quần xã thì loài ưu thế sẽ phát triển mạnh mẽ và ức chế các loài khác trong quần xã phát triển, dẫn đến làm suy giảm nhiều loài và giảm đa dạng quần xã. Do đó, phương pháp cơ bản nhất để xác định xem một loài nào đấy có phải là loài chủ chốt trong quần xã hay không, các nhà khoa học thường loại bỏ loài đang xét ra khỏi quần xã và nghiên cứu sự thay đổi đa dạng quần xã theo thời gian. Ví dụ, voi ăn những loài cây nhỏ, trong những đồng cỏ, voi giúp tỉa những cành cây nhỏ giúp cho cỏ tiếp xúc được với nhiều ánh sáng hơn để tồn tại và phát triển; nếu loại bỏ voi, trảng cỏ (savan) có thể trở thành khu rừng rậm rạp hoặc thảm cây bụi.
Thông thường mối quan hệ của loài chủ chốt với các loài khác là vật dữ (loài chủ chốt) - con mồi (loài khác). Ví dụ, rái cá biển kìm hãm tác động âm của loài nhím biển lên rừng tảo bẹ - vốn là ổ sinh thái của nhiều loài sinh vật biển. Trước đây do hoạt động săn bắt rái cá biển ở bờ tây Bắc Mỹ nhằm khai thác lông da diễn ra quá rầm rộ, nên kích thước quần thể rái cá giảm mạnh dưới 1000 cá thể ở bắc Thái Bình Dương. Điều này dẫn đến hậu quả là quần thể nhím biển không bị kiểm soát và tăng nhanh chóng. Chúng phá hoại rừng tảo bẹ và hệ quả làm biến mất những loài phụ thuộc vào rừng tảo bẹ. Hậu quả là quần xã rừng tảo bẹ bị suy thoái trầm trọng. Để khắc phục tình trạng trên, các nhà khoa học tái nhập cư rái cá về những quần xã rừng tảo bẹ bị suy thoái, kết quả làm quần xã này phục hồi trở lại

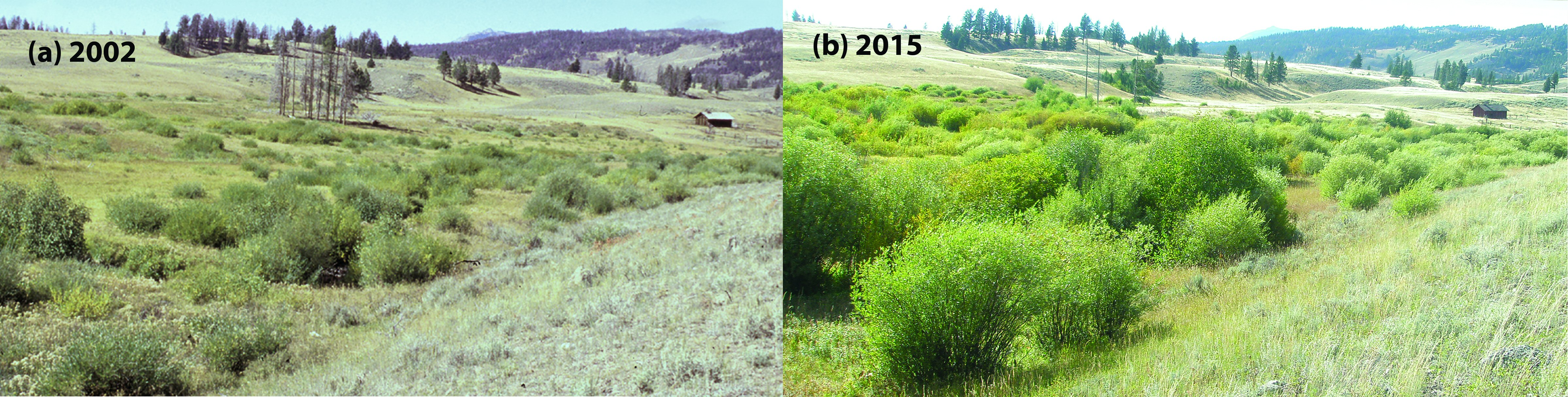
Sự phục hồi của những rặng liễu ven sông tại Blacktail Creek, vườn quốc gia Yellowstone trước (2002) và sau (2015) khi bổ sung sói xám vào khu vực này.

Loài chủ chốt thông thường là động vật đầu bảng. Nhờ hoạt động ăn thịt của nhóm loài không những độ đa dạng quần xã duy trì ổn định mà đôi khi được tăng lên, do đó quần xã trở nên ổn định, bền vững hơn. Ví dụ, sự loại bỏ sói xám (Canis lupus) khỏi vườn quốc gia Yellowstone đã ảnh hưởng nghiêm trọng đến hệ sinh thái nơi đây. Sói xám kìm hãm số lượng động vật ăn thực vật (như bò rừng bison, hươu đuôi trắng, linh dương sừng nhánh...) do đó làm giảm mức độ tàn phá của chúng với hệ thực vật nơi đây đặc biệt là ven sông, từ đó gián tiếp bảo vệ nguồn thức ăn của loài hải ly. Khi sói xám biến mất, kích thước quần thể loài động vật ăn cỏ tăng không kiểm soát, chúng phá hoại nguồn cỏ và dẫn đến làm giảm số lượng cá thể hải ly. Quần thể hải ly giảm sút ảnh hưởng trầm trọng đến hoạt động xây dựng, duy trì đập nước (vốn có vai trò giảm tốc độ dòng nước, giữ đất), quần xã bị khủng hoảng trầm trọng. Lúc bổ sung sói trở lại, số lượng động vật ăn thực vật bị kiểm soát trở lại và quần xã được phục hồi nhanh chóng chỉ trong vài năm

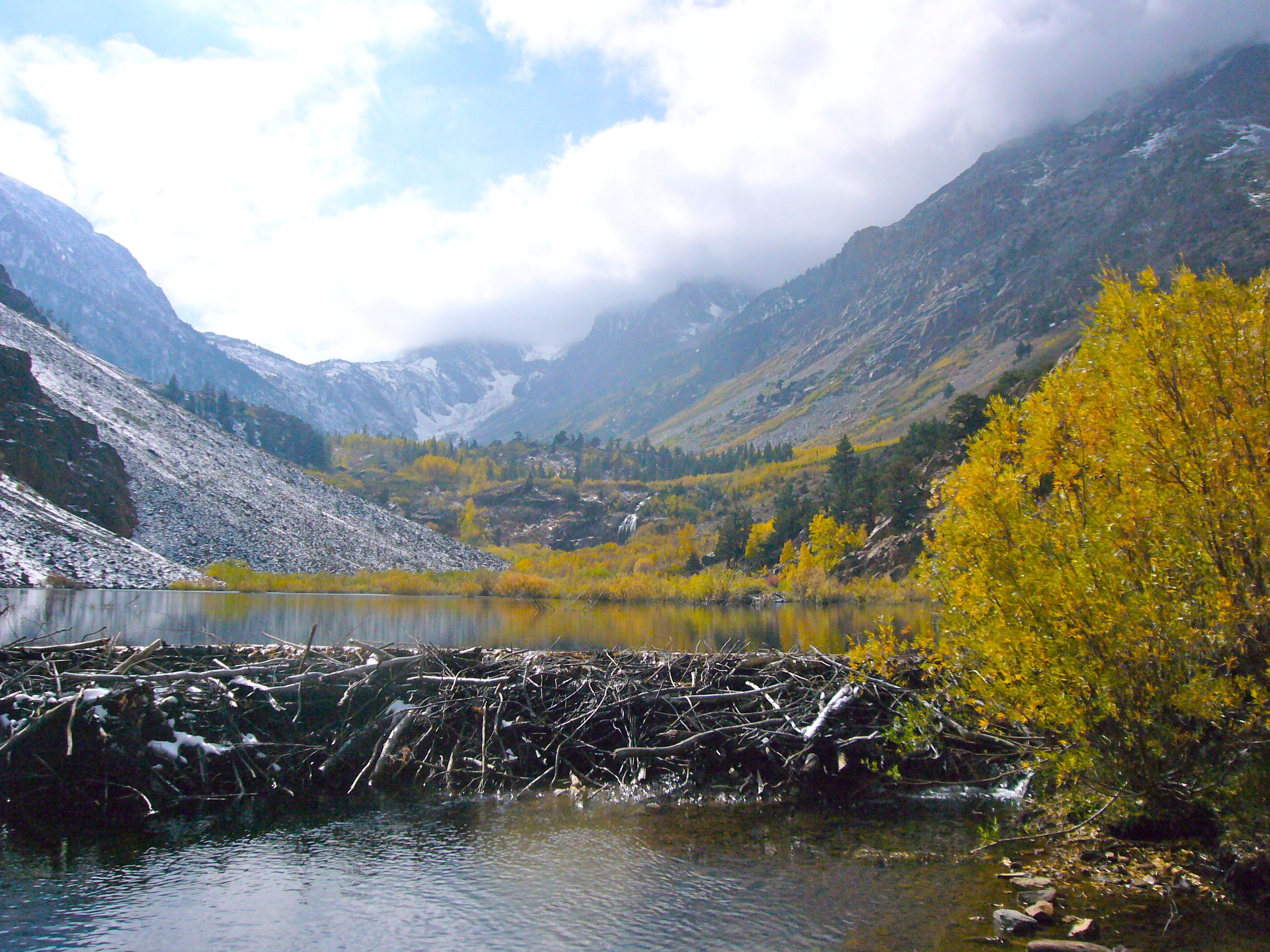
Đập hải ly ở lạch Mill, rừng quốc gia Inyo, Serra Nevada, tiểu bang California (Hoa Kỳ)

##### Loài cơ sở
Loài cơ sở hay còn gọi là loài nền tảng (foundation) hay kỹ sư hệ sinh thái (ecosystem engineer) ảnh hưởng đến quần xã không phải thông qua quan hệ dinh dưỡng của nó mà bằng những hoạt động làm cải tạo môi trường tự nhiên. Hoạt động thay đổi cảnh quan có thể xuất phát từ tập tính hoặc do thu nhận sinh khối lớn từ môi trường. Các loài nền tảng thường là thực vật vì tạo nên thảm thực vật là môi trường sống và nguồn thức ăn cho các loài động vật. Ở động vật, ví dụ tiêu biểu cho loài cơ sở đó chính là loài hải ly. Hải ly thường sử dụng các khúc gỗ, củi khô hay những hòn đá để xây dựng nên những đập tự nhiên chắn ngang sông, suối hay lạch nước, tạo nên những vùng nước đầy với mục đích là bảo vệ chúng khỏi kẻ săn mồi.
Không những vậy, những chiếc đập hải ly còn giúp ổn định tốc độ dòng nước (hạn chế phần nào thiệt hại của lũ lụt), làm sạch dòng nước (do một số vi khuẩn trú ngụ trên đập sử dụng nguồn nitrate, phosphate của dòng chảy qua công trình) từ đó hạn chế hiện tượng phú dưỡng, phục hồi các hệ sinh thái ngập nước, tăng lượng nước ngầm dự trữ cho khu vực (giảm thiểu tác động tiêu cực của hạn hán). Mặt khác, do giúp tăng lượng nước ngập nên đập tạo ra môi trường lí tưởng cho hoạt động sinh trưởng và sinh sản của ếch cũng như một vài động vật khác.

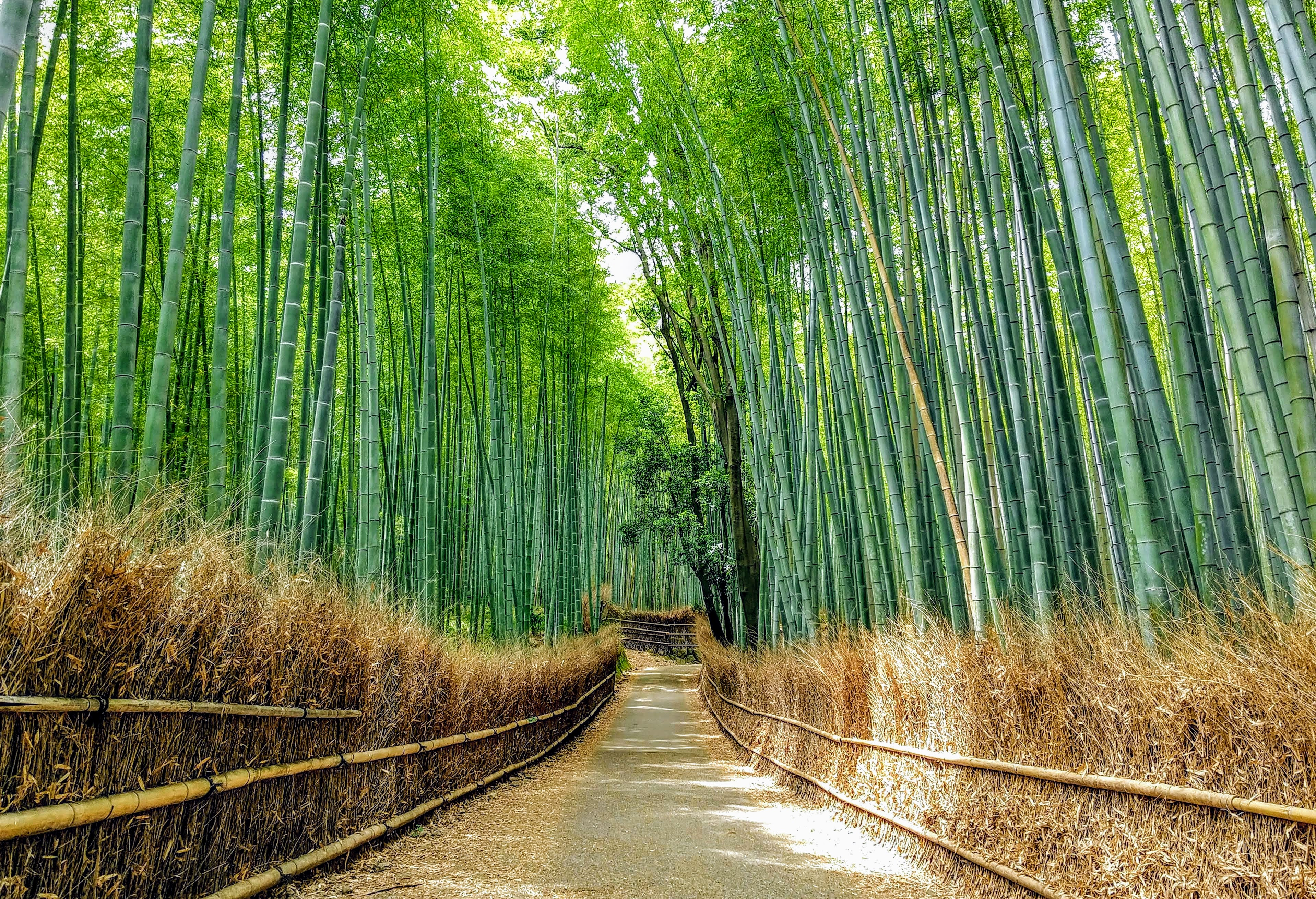
Trúc sào là loài đặc trưng ở quần xã rừng trúc Sagano, Kyoto (Nhật Bản).

##### Các loài khác
- Loài đặc trưng của quần xã có thể là loài đặc hữu (quần thể loài chỉ có ở quần xã này mà không có ở quần xã khác). Ví dụ, cá cóc Tam Đảo là loài đặc trưng của quần xã vùng núi Tam Đảo. Ngoài ra, loài đặc trưng còn là loài có số lượng nhiều hơn hẳn và có vai trò quan trọng so với các loài khác trong quần xã (trong trường hợp này chúng có thể loài ưu thế). Ví dụ, ở rừng trúc Sagano (hay còn biết đến với tên rừng Arashiyama), loài trúc sào là loài có số lượng áp đảo cũng như có vai trò quan trọng so với các loài khác.
- Loài thứ yếu là loài có mức độ hoạt động và sinh khối thấp hơn so với loài ưu thế. Một số loài thứ yếu có khả năng chịu đựng và phát triển trong điều kiện môi trường đang chịu sự chi phối của loài ưu thế đến một lúc chúng thay thế vai trò của loài đi trước rồi trở thành loài ưu thế mới.Cỏ đen (Juncus gerardi) là một loài hỗ trợ ở đầm lầy ngập mặn New England (Hoa Kỳ)

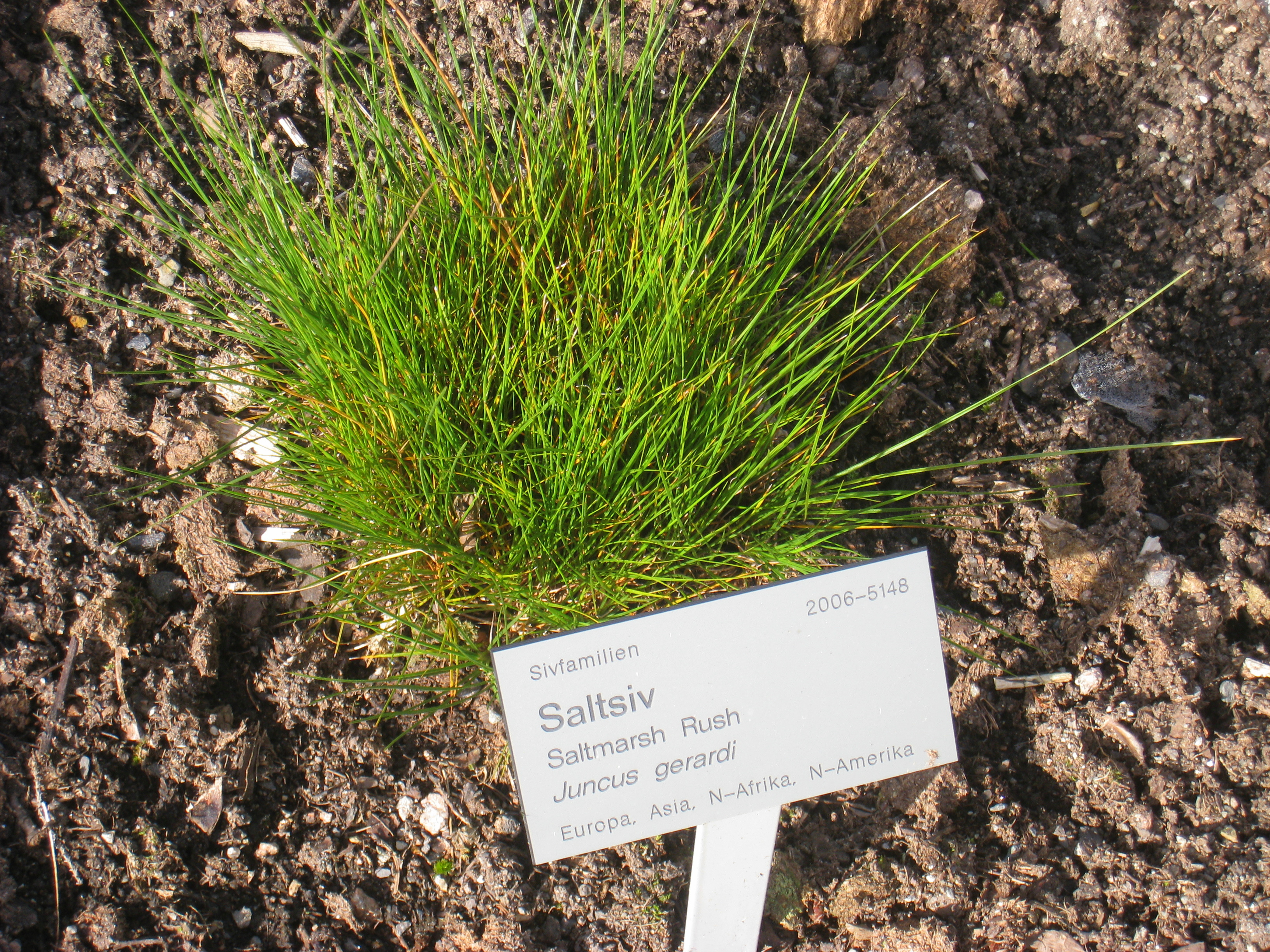
Cỏ đen (Juncus gerardi) là một loài hỗ trợ ở đầm lầy ngập mặn New England (Hoa Kỳ)

- Loài ngẫu nhiên (hay còn gọi là loài lạc lõng, loài vãng lai) là loài có tần số xuất hiện và độ phong phú trong quần xã rất thấp, ví dụ như vùng biển miền Trung Việt Nam thỉnh thoảng vẫn bắt gặp một số con hải cẩu đi lạc và tạm trú, đây là sự cố ngẫu nhiên vì các loài trong hệ động vật Việt Nam không có loài hải cẩu.
- Loài hỗ trợ có vai trò làm tăng khả năng sống sót và sinh sản của các loài khác trong quần xã. Ví dụ, cỏ đen (Juncus gerardi) là một loài hỗ trợ cho đầm lầy ngập mặn ở tiểu bang New England. J. gerardi có vai trò ngăn cản quá trình xâm nhập mặn bằng cách che phủ bề mặt đất, chống bốc hơi nước và đảm bảo đất đầm lầy không bị yếm khí (thiếu khí oxy) bằng cách dẫn truyền dưỡng khí qua mô rễ xuống lớp đất sâu (từ đó ngăn cản một số quá trình gây hại cho đất như phản nitrat hóa (gây mất nguồn đạm trong đất)...).[31] Một số nhà khoa học đã tiến hành loại bỏ Juncus ra khỏi một số ô thí nghiệm thì thấy số lượng loài giảm đi một nửa so với lô đối chứng.[32] Do làm tăng khả năng sống sót và sinh sản của loài khác thông qua phương pháp cải tạo môi trường tự nhiên, loài J. gerardi còn được xem là loài cơ sở đối với hệ sinh thái này.
- Loài du nhập (Introduced species) hay còn gọi là loài ngoại lai là những loài vốn không phải là loài bản địa (không có sẵn trong quần xã) nhưng nhập cư vào quần xã mới do hoạt động của con người hoặc do sự di chuyển ngẫu nhiên của chúng. Ví dụ, cà rốt (carotte), bông cải trắng, su hào...là có thể được xem là loài du nhập ở Việt Nam do chúng được thực dân Pháp mang từ Pháp sang Việt Nam vào cuối thế kỉ 19, đầu thế kỉ 20. Phần lớn loài du nhập không có hại đối với quần xã. Mặc dù vậy, một số loài ngoại lai khi đến vùng đất mới không chịu sự kiểm soát của bất kì vật dữ nào nên đã bành trường và gây hại cho quần xã ấy, lúc này chúng trở thành loài xâm lấn.

- Loài xâm lấn (Invasive species) là những loài du nhập vào quần xã nhưng do không chịu sự kiểm soát bởi bất kì loài nào nên chúng sinh sản nhanh chóng (tiềm năng sinh học cao), cạnh tranh thắng thế với các loài bản địa và khiến đa dạng quần xã suy giảm. Ví dụ, thỏ châu Âu được du nhập vào Australia vào khoảng thế kỉ 18 và phát triển mạnh ở đây. Với số lượng lớn, chúng phá hoại mùa màng và đe dọa đến nền nông nghiệp nước này. Chính phủ Australia phải sử dụng nhiều biện pháp khác nhau để làm giảm kích thước quần thể thỏ như xây dựng các hàng rào (ví dụ hàng rào dọc miền tây Australia), hay lây nhiễm virus myxoma lên thỏ, sử dụng chất độc (natri floacetat, pindone...), nhưng phần lớn những biện pháp này chỉ khống chế được số lượng thỏ trong một khoảng thời gian nhất định, sau đó quần thể lại được phục hồi mạnh mẽ. Ví dụ tiêu biểu khác là hiện tượng Cỏ lăn (Tumbleweed) ở Hoa Kỳ và các nước khác.

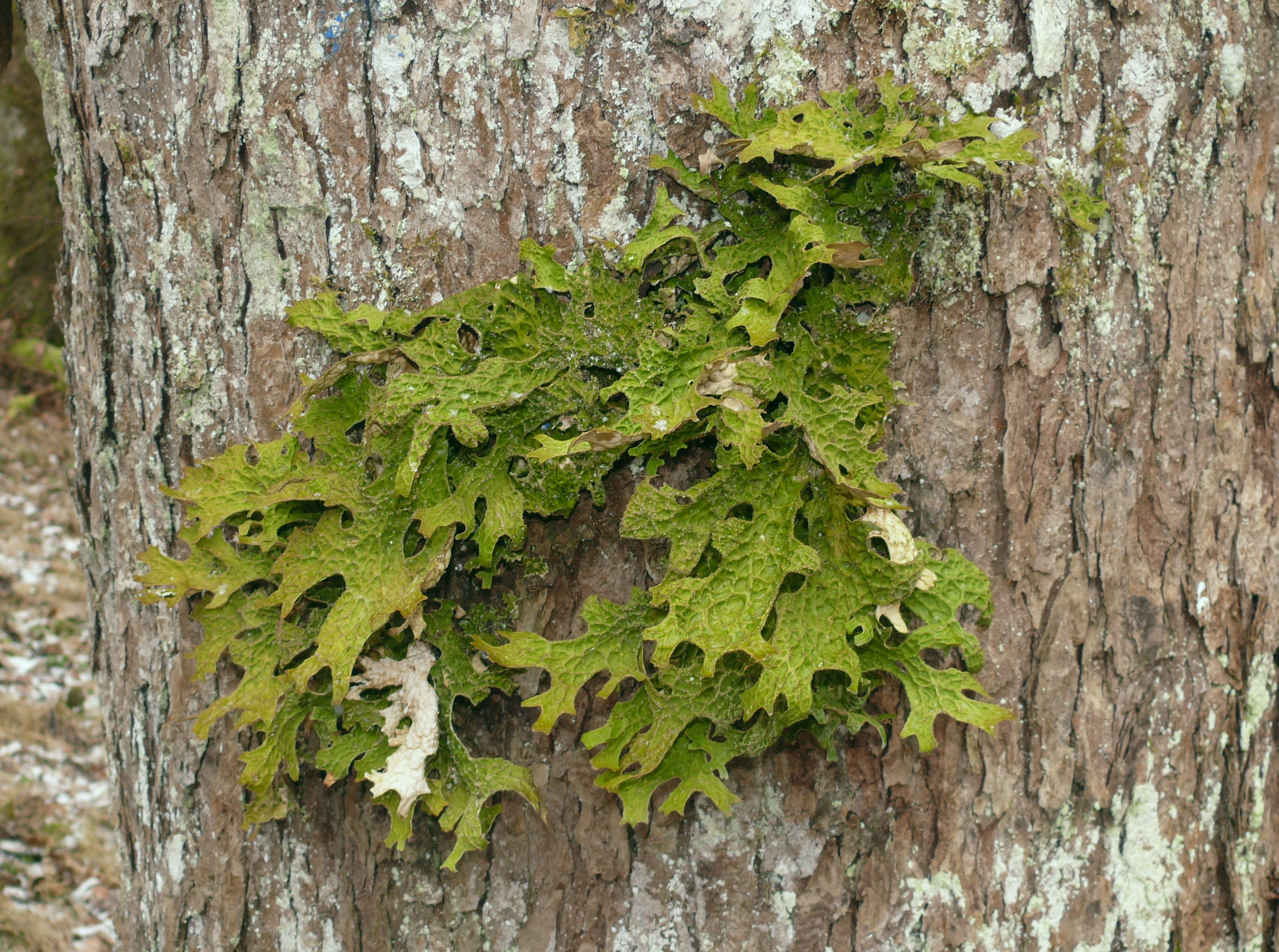
Địa y cỏ phổi (Lobaria pulmonaria) là một loài chỉ thị về chất lượng không khí vì chúng rất mẫn cảm với ô nhiễm không khí

- Loài chỉ thị (indicator species) là những loài có vai trò thể hiện được chất lượng (định lượng) môi trường xung quanh nó. Thông qua loài chỉ thị, ta có thể đoán được tình trạng môi trường và sớm có biện pháp can thiệp. Ví dụ, cánh lông (bộ Trichoptera) được sử dụng làm sinh vật chỉ thị cho chất lượng nước.

### Sự phân bố các loài trong không gian
Do đặc điểm ổ sinh thái (niche) của quần thể các loài khác nhau nên các loài có vùng phân bố khác nhau, có hai hình thức phân bố chính là phân bố theo chiều thẳng đứng (phân bố phân tầng) và phân bố theo mặt phẳng ngang.

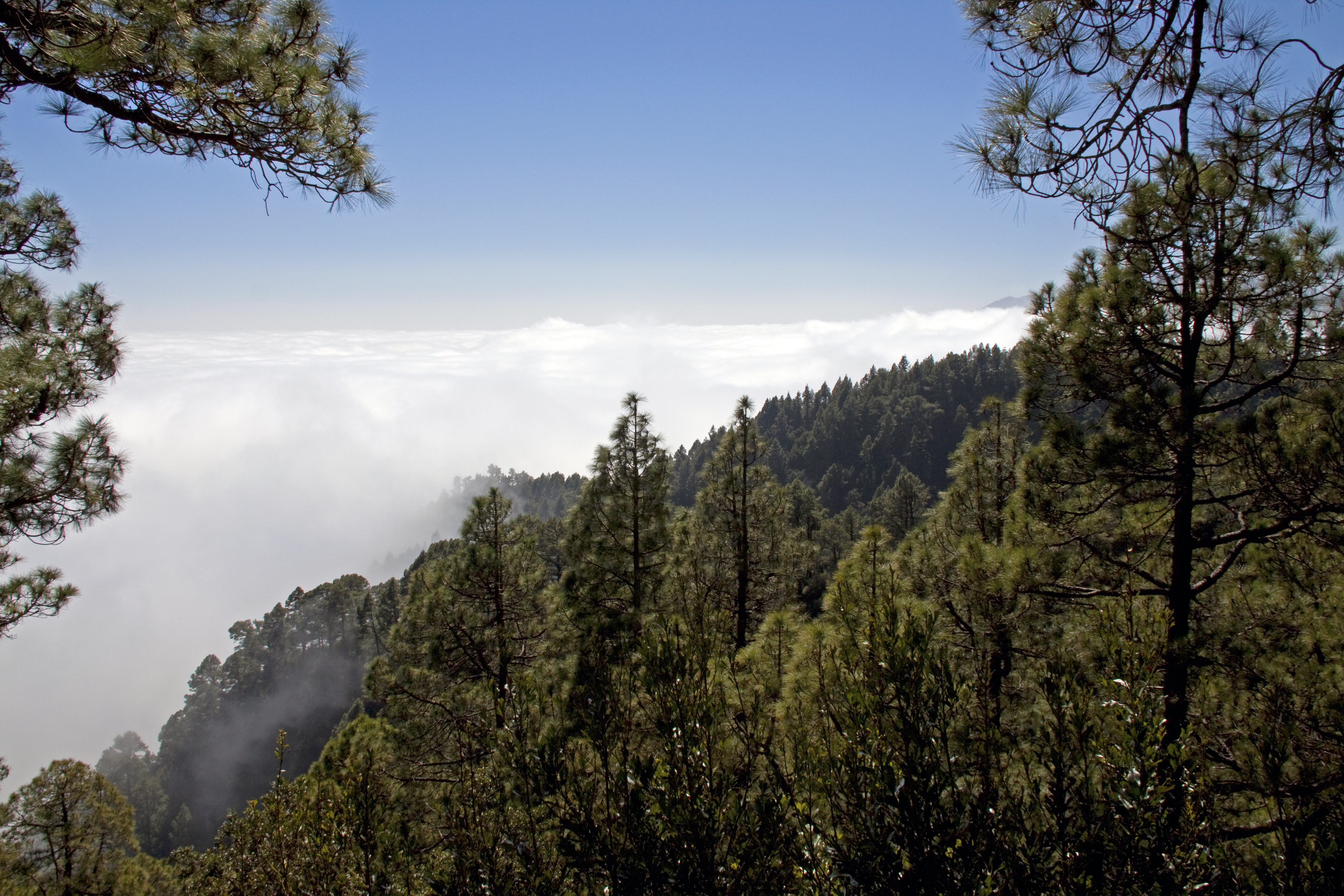
Cánh rừng thưa thuộc vườn quốc gia Caldera de Taburiente trên đảo La Palma của quần đảo Canaria

- Cánh rừng thưa thuộc vườn quốc gia Caldera de Taburiente trên đảo La Palma của quần đảo CanariaPhân bố theo tầng thường gặp ở các hệ sinh thái rừng mưa nhiệt đới như rừng mưa Amazon, các rừng mưa nhiệt đới Hawaii... Rừng mưa thường phân nhiều tầng, trong đó có thể chia thành bốn tầng chính như tầng cây nhỏ dưới cùng (bao gồm các thực vật ưa bóng, cây bụi, cây ưa ẩm...), tầng cây gỗ dưới tán, tầng tán rừng, tầng vượt tán. Sự phân tần của thực vật kéo theo sự phân tầng của các loài động vật sinh sống ở đó[33] ví dụ phần lớn chim thường cư trú ở tầng tán rừng vì nguồn thức ăn của chúng là hoa, quả và chúng làm tổ ở trên nhành cây trong khi các loài thú ăn thịt, thú ăn thực vật lại phân bố chủ yếu ở tầng cây nhỏ dưới cùng; một số loài động vật có thể phân bố ở hai hay nhiều tầng khác nhau[34].
- Phân bố theo mặt phẳng ngang, các loài thường tập trung ở nơi có điều kiện sống thuận lợi: đất phì nhiêu, nhiệt độ, yếu tố độ ẩm thích hợp. Mặc dù phải chia sẻ nguồn thức ăn, nhưng chúng lại có những lợi ích khác nhau như chồng lại tác động cơ học bất lợi, tích lũy chất dinh dưỡng...[33] Cũng giống như phân bố của quần thể, phân bố theo chiều ngang gồm ba dạng chính là phân bố đều, phân bố ngẫu nhiên và phân bố theo nhóm[4].

Tuy nhiên, trong thực tế, hệ sinh thái đôi khi có sự phân bố hỗn hợp theo hai mô hình trên.